# Рамручей
Рамручей — ручей в России, протекает по территории Сосновецкого сельского поселения Беломорского района Республики Карелии. Длина ручья — 18 км.

## Физико-географическая характеристика
Ручей берёт начало из болота без названия и далее течёт преимущественно в восточном направлении по заболоченной местности.
Ручей в общей сложности имеет три малых притока суммарной длиной 5,0 км.
Устье ручья находится на высоте 43,8 м над уровнем моря в 16 км по правому берегу реки Уды, впадающей в рукав Нижнего Выга — Сороку.
Населённые пункты на ручье отсутствуют.
Код объекта в государственном водном реестре — 02020001312102000005010.